# SV Schalding-Heining
El SV Schalding-Heining es un equipo de fútbol de Alemania que juega en la Regionalliga Bayern, la cuarta liga de fútbol más importante del país.

## Historia
Fue fundado el 22 de mayo de 1946 en el suburbio de Schalding-Heining en la ciudad de Passau al finalizar la Segunda Guerra Mundial cono jugadores provenientes de otros equipos, principalmente del FC Rittsteig, equipo que desapareció en el periodo de guerra. Originalmente se llamó SV Schalding, pero a inicios de la década de 1950 lo cambiaron por SV Schalding-Heining.
Pasaron sus primeros años entre las ligas más bajas del fútbol en Baviera, siendo hasta 1989 que lograron abandonar las ligas locales obteniendo el ascenso a la Bezirksliga Niederbayern-Ost (VI), donde descendieron en su año de debut, pero retornaron en 1992 y dos años más tarde ascendieron a la Bezirksoberliga Niederbayern, la liga de fútbol más importante de la Baja Baviera.
Ganaron el título en su primer año, pero rehusaron al derecho de ascender de categoría, misma situación se repitió en 1999, hasta que en la temporada 2007 ascendieron quedando en segunda lugar, gracias a la racha de 14 victorias consecutivas.
Su principal logro hasta el momento ha sido en ganar la Copa de Baviera en 1998, lo que les permitió acceder a jugar en la Copa de Alemania en la temporada siguiente, y tras 11 temporadas en la Landesliga, ascendieron a la Oberliga, It also is won the Niederbayern Cup once more. en la que solo permanecieron 2 años hasta conseguir la promoción a la recién creada Regionalliga Bayern en 2012/13.

## Rivalidades
Su principal rival es el equipo local FC Passau, aunque en raras ocasiones han estado en la misma liga en la misma temporada.

## Palmarés
- Bayernliga Süd: 2 (V)

2013, 2023
- Landesliga Bayern-Mitte: 1 (VI)

2009
- Bezirksoberliga Niederbayern: 2 (VI)

1995, 1999
- Copa de Bavaria: 1

1998
- Copa Niederbayern: 4

1998, 2003, 2007, 2009

## Temporadas recientes
Estas son las temporadas del club desde 1999:
| Temporada | Liga                    | División | Posición |
| 1999–2000 | Landesliga Bayern-Mitte | V        | 5º       |
| 2000–01   | Landesliga Bayern-Mitte | V        | 10º      |
| 2001–02   | Landesliga Bayern-Mitte | V        | 5º       |
| 2002–03   | Landesliga Bayern-Mitte | V        | 11º      |
| 2003–04   | Landesliga Bayern-Mitte | V        | 4º       |
| 2004–05   | Landesliga Bayern-Mitte | V        | 13º      |
| 2005–06   | Landesliga Bayern-Mitte | V        | 10º      |
| 2006–07   | Landesliga Bayern-Mitte | V        | 2º       |
| 2007–08   | Landesliga Bayern-Mitte | V        | 5º       |
| 2008–09   | Landesliga Bayern-Mitte | VI       | 1º ↑     |
| 2009–10   | Bayernliga              | V        | 13º      |
| 2010-11   | Bayernliga              | V        | 17º ↓    |
| 2011–12   | Landesliga Bayern-Mitte | VI       | 2º ↑     |
| 2012–13   | Bayernliga Süd          | V        | 1º ↑     |
| 2013–14   | Regionalliga Bayern     | IV       |          |

- Con la introducción de las Bezirksoberligas en 1988 como el nuevo quinto nivel por debajo de las Landesligas, todas las ligas bajaron un nivel. Con la introducción de las Regionalligas en 1994 y de la 3. Liga en 2008 como el nuevo tercer nivel por debajo de la 2. Bundesliga, todas las ligas bajaron un nivel. Con la creación de la Regionalliga Bayern como el nuevo cuarto nivel en Baviera en 2012, la Bayernliga se dividió en divisiones norte y sur, las Landesligas pasaron de 3 a 5 y las Bezirksoberligas desaparecieron. todas las ligas ubicadas debajo de las Bezirksligas subieron un nivel.

## Participación en la Copa de Alemania
| Ronda | Fecha                | Local                | Visitante          | Marcador | Asistencia |
| 1     | 28 de agosto de 1998 | SV Schalding-Heining | SpVgg Unterhaching | 0–1      | 2,200      |